# Louis Merley
Louis Merley, né à Outre-Furan le 6 janvier 1815 et mort à Paris le 17 septembre 1883, est un médailleur et sculpteur français.
Sa production sculpturale est mineure, mais il a beaucoup œuvré en glyptique.

## Biographie
Louis Merley naît à Outre-Furan dans une famille d'armuriers et graveurs sur armes. À la suite de son père, Jean-Baptiste Merley, il reçoit un enseignement de son frère Pierre (1804-1837), puis suit les cours de David d'Angers à l'École des beaux-arts de Paris. Il obtient le grand prix de Rome en gravure de médaille et pierre fine en 1843 avec Arion sauvé des flots. 
Il remporte le prix de 10 000 francs pour le concours en vue de l'émission de la nouvelle pièce française de 20 francs-or émise par la Deuxième République. Cette pièce est frappée en 1849, 1850 et 1851, et un module de 10 francs-or en 1850 et 1851. Ces pièces, émises à des tirages assez faibles, restent plus rares que les autres modules de la deuxième moitié du XIXe siècle.
Le dessin reprend l'effigie de la déesse Cérès, couronnée d'épis, proche de celle gravée par Eugène-André Oudiné à la même époque, mais regard dirigé à droite. Ce médailleur ne produira que ce type de monnaie.
Ce dessin de monnaie sera reproduit en module de 5 francs-or en 1878 et 1889 (quelques dizaines de pièces rarissimes) et au module de 10 francs-or en 1878, 1889, 1895, 1896 et 1899. Seules les trois dernières années ont des tirages plus importants mais restent très rares.
Il enseigne à l'École des beaux-arts de Paris et a pour élèves entre autres Alfred Borel (1902-1997) et Hubert Ponscarme (1827-1903). En 1866, il est nommé chevalier de la Légion d'honneur.
Il grave notamment la médaille officielle du Second Empire en mémoire de Jean-Marie de Grimaldi, précurseur du Teatro Español de Madrid et homme politique français.
Une rue de Saint-Étienne porte son nom.

## Œuvres

### Sculpture
- La Chasse, fronton du pavillon de Marsan du palais du Louvre à Paris.
- La Justice entre la Vérité et la Force, fronton du palais de Justice de Saint-Étienne (détruit en 1935).
- Jacques-Martin Tétaz, médaillon en marbre ornant la sépulture de l'architecte, Paris, cimetière du Père-Lachaise.

### Médaille
- La découverte de Ninive, 1853, bronze[6].
- Le voyage de Napoléon III en Algérie en juin 1865, bronze, Paris, musée d'Orsay[7].
- L'inauguration du Palais Longchamp à Marseille, 1869, bronze.

Œuvres de Louis Merley
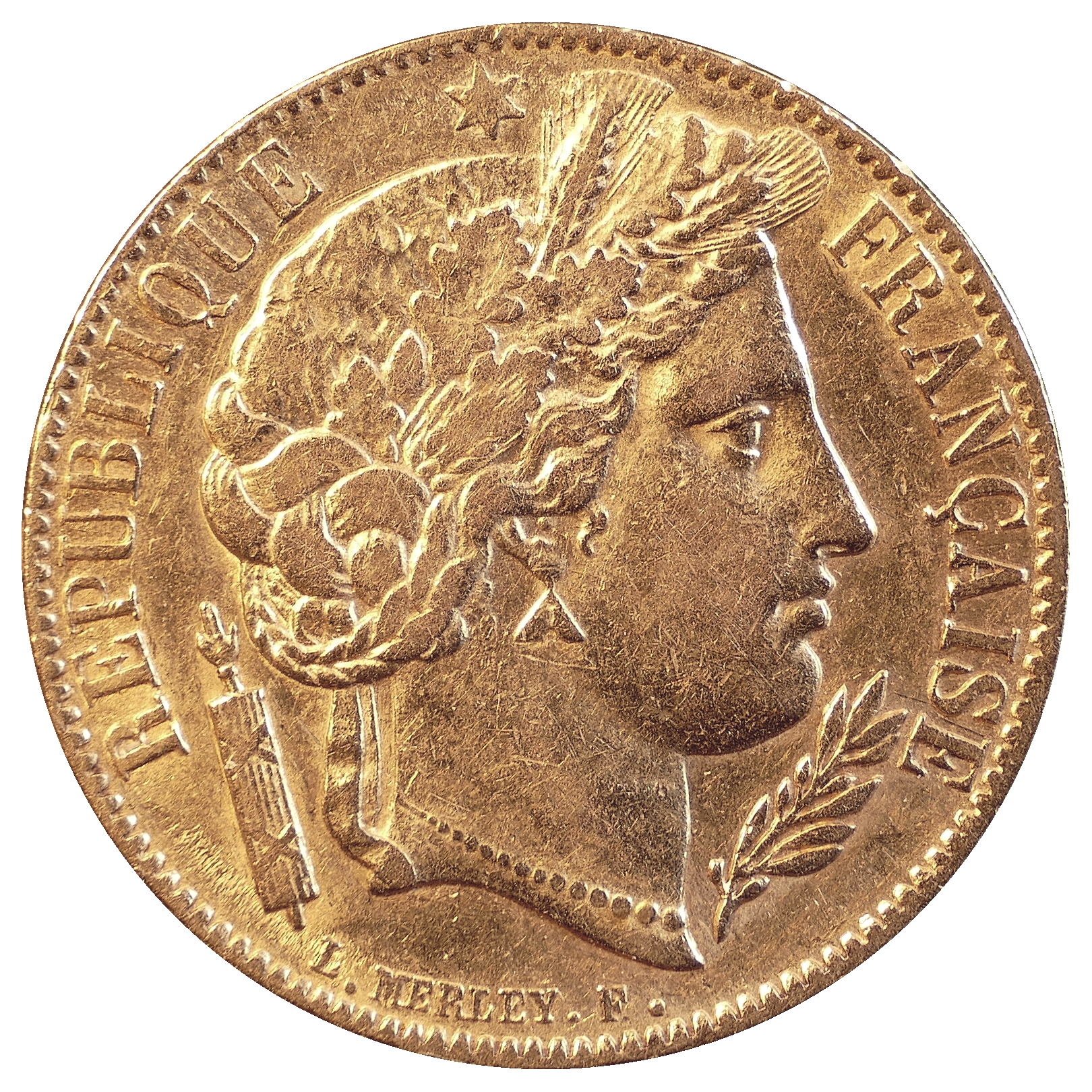
20 francs or 1851, avers.
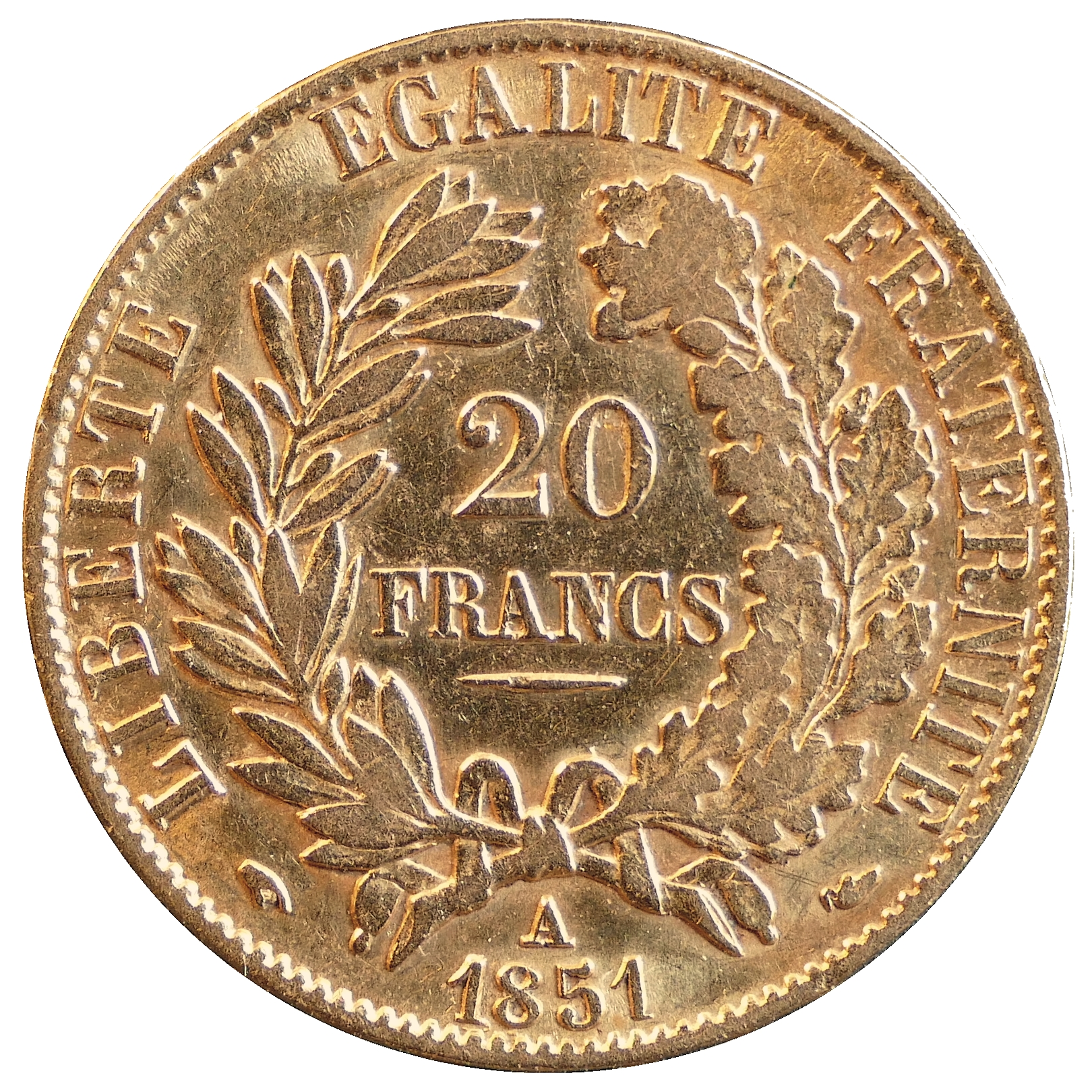
20 francs or 1851, revers.
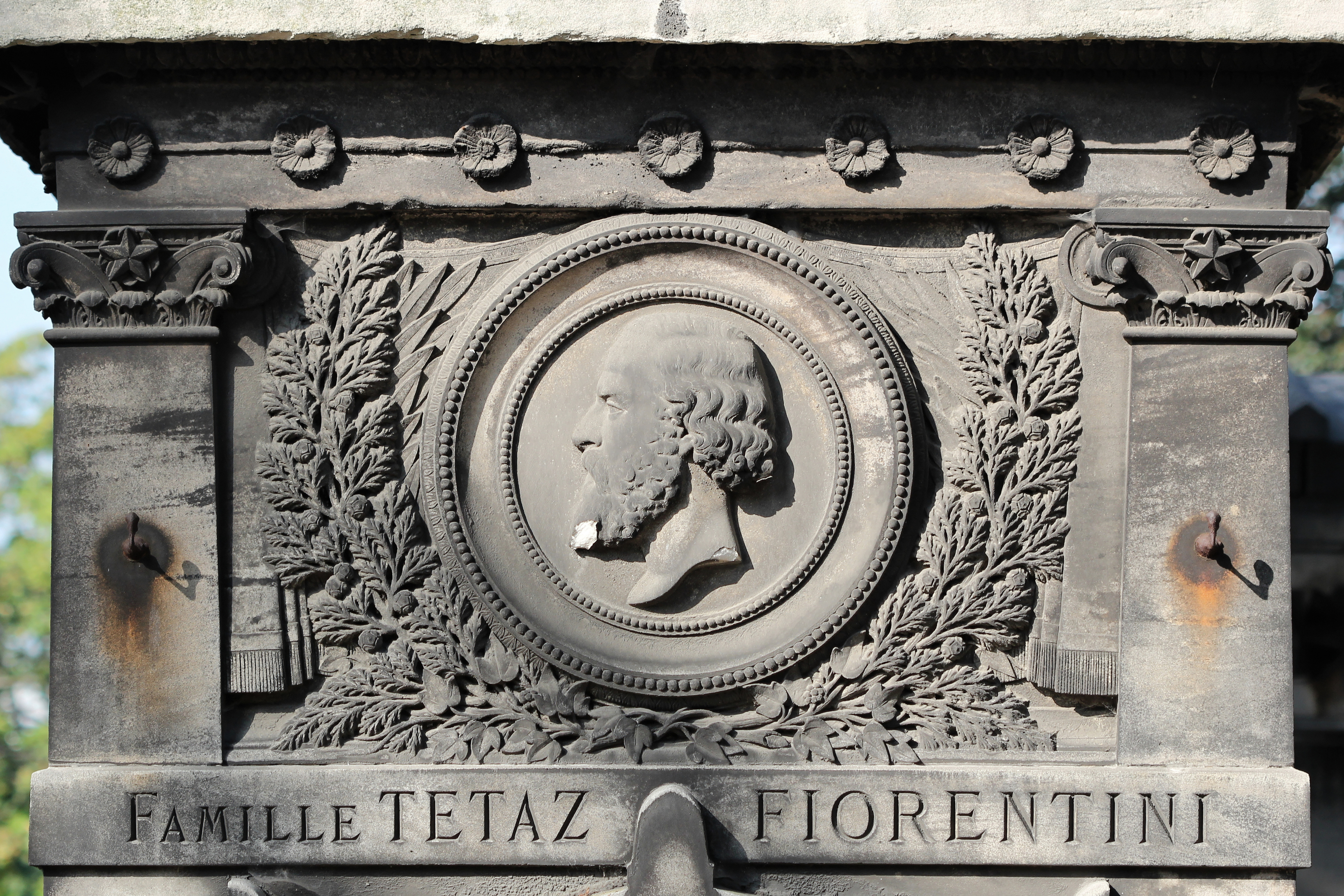
Jacques-Martin Tétaz, Paris, cimetière du Père-Lachaise.